# Scottish Championship 2017/18
Die Scottish Championship wurde 2017/18 zum fünften Mal als zweithöchste Fußball-Spielklasse der Herren in Schottland ausgespielt. Es war zudem die 112. Austragung einer zweithöchsten Fußball-Spielklasse innerhalb der 2013 gegründeten Scottish Professional Football League. Die Liga wurde offiziell als Ladbrokes Scottish Championship ausgetragen. Die Liga folgte der erstklassigen Premiership und lag über der League One und Two als eine der vier Profiligen innerhalb der Scottish Professional Football League. Die Saison wurde von der Scottish Professional Football League geleitet. Die Saison begann am 5. August 2017 und endete mit dem 36. Spieltag am 28. April 2018.
In der Saison 2017/18 traten zehn Klubs in insgesamt 36 Spieltagen gegeneinander an. Jedes Team spielte jeweils zweimal zu Hause und auswärts gegen jedes andere Team. Als Absteiger aus der letztjährigen Premiership kam Inverness Caledonian Thistle in die Championship, als Aufsteiger aus der League One der FC Livingston und Brechin City.
Bereits sieben Spieltage vor dem Ende der diesjährigen Championship-Saison stand Brechin City nach der 0:2-Niederlage bei Greenock Morton als Absteiger in die dritte Liga fest. Den Titel und Aufstieg sicherte sich der FC St. Mirren nach einem 0:0-Unentschieden gegen den FC Livingston am 14. April 2018. Für die Aufstiegsrelegation qualifizierten sich der FC Livingston, Dundee United und Dunfermline Athletic. Der FC Dumbarton nahm an der Abstiegsrelegation teil. Brechin City stieg direkt in die Scottish League One ab, Dumbarton nach verlorener Relegation.

## Vereine

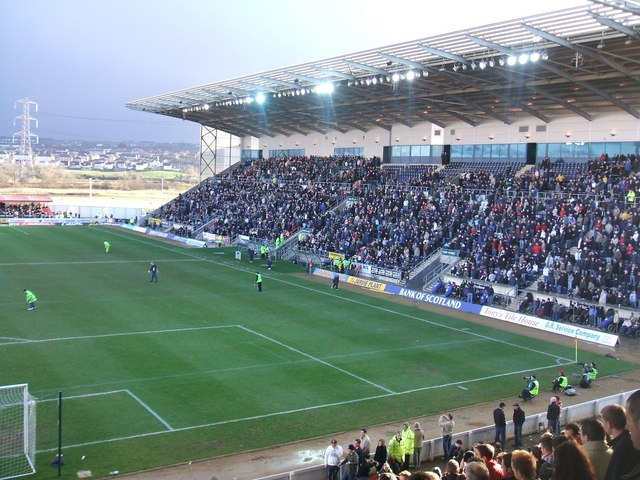
Falkirk Stadium

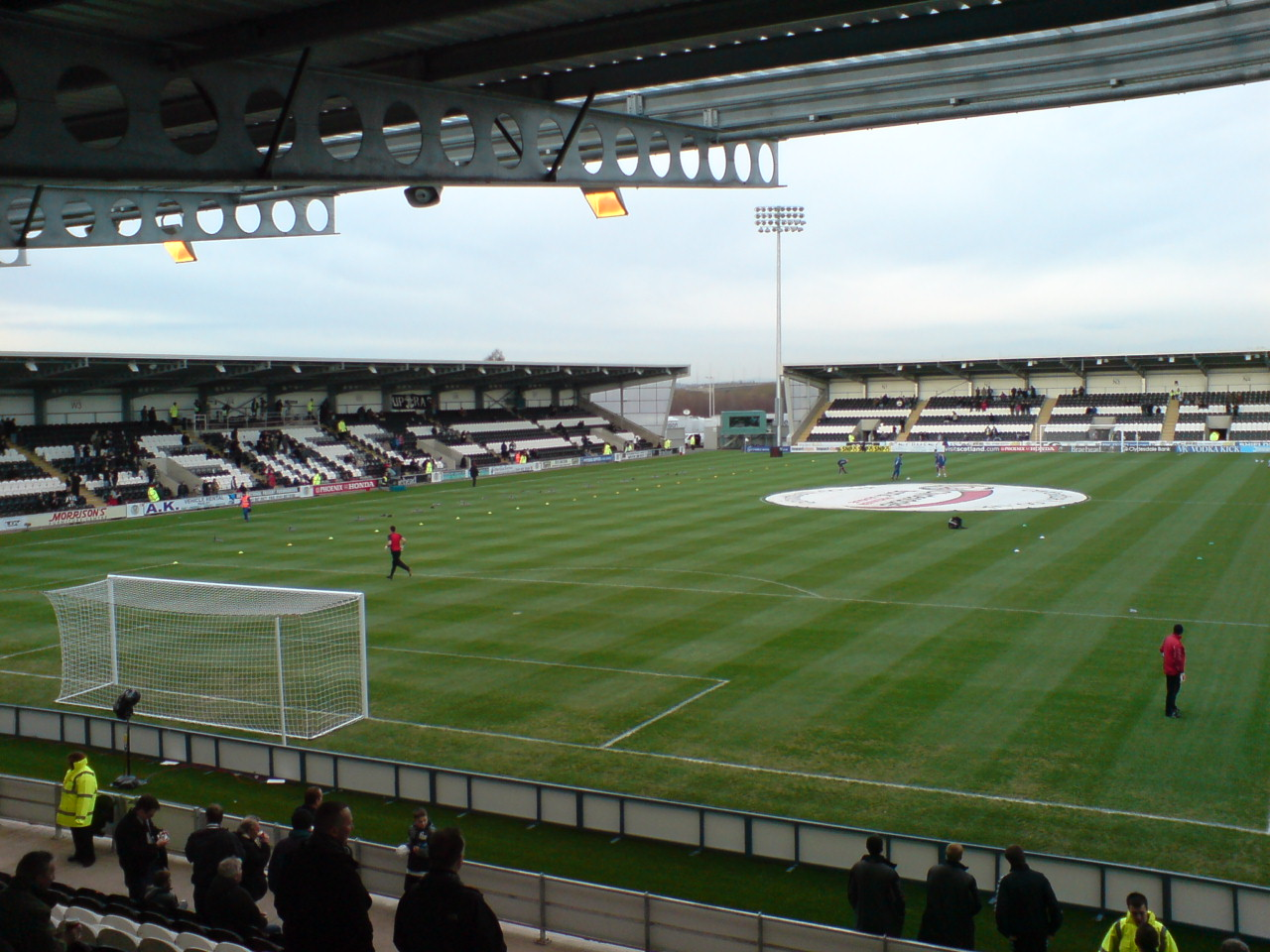
Paisley 2021 Stadium

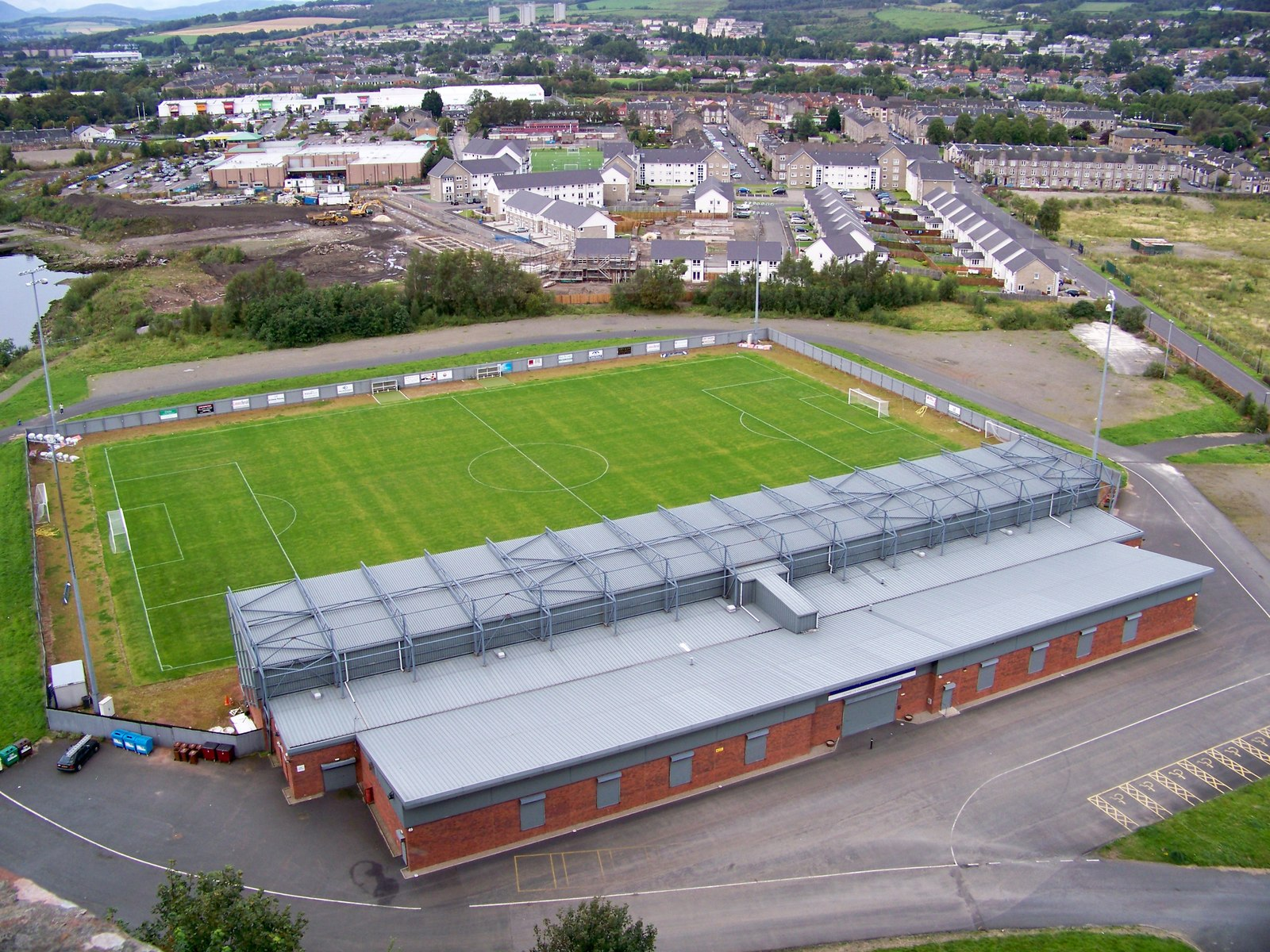
Cheaper Insurance Direct Stadium

| Verein                       | Stadt       | Stadion                              | Kapazität |
| ---------------------------- | ----------- | ------------------------------------ | --------- |
| Brechin City                 | Brechin     | Glebe Park                           | 04.083    |
| FC Dumbarton                 | Dumbarton   | The Cheaper Insurance Direct Stadium | 02.020    |
| Dundee United                | Dundee      | Tannadice Park                       | 14.229    |
| Dunfermline Athletic         | Dunfermline | East End Park                        | 11.480    |
| FC Falkirk                   | Falkirk     | Falkirk Stadium                      | 08.750    |
| Greenock Morton              | Greenock    | Cappielow Park                       | 11.589    |
| Inverness Caledonian Thistle | Inverness   | Caledonian Stadium                   | 07.750    |
| FC Livingston                | Livingston  | Almondvale Stadium                   | 08.716    |
| Queen of the South           | Dumfries    | Palmerston Park                      | 08.690    |
| FC St. Mirren                | Paisley     | St. Mirren Park                      | 08.023    |

## Abschlusstabelle
| Pl. | Verein                           | Sp. | S  | U  | N  | Tore    | Diff. | Punkte |
| --- | -------------------------------- | --- | -- | -- | -- | ------- | ----- | ------ |
| 1.  | FC St. Mirren                    | 36  | 23 | 5  | 8  | 063:360 | +27   | 74     |
| 2.  | FC Livingston (N)                | 36  | 17 | 11 | 8  | 056:370 | +19   | 62     |
| 3.  | Dundee United (C)                | 36  | 18 | 7  | 11 | 052:420 | +10   | 61     |
| 4.  | Dunfermline Athletic             | 36  | 16 | 11 | 9  | 060:350 | +25   | 59     |
| 5.  | Inverness Caledonian Thistle (A) | 36  | 16 | 9  | 11 | 053:370 | +16   | 57     |
| 6.  | Queen of the South               | 36  | 14 | 10 | 12 | 059:530 | +6    | 52     |
| 7.  | Greenock Morton                  | 36  | 13 | 11 | 12 | 047:400 | +7    | 50     |
| 8.  | FC Falkirk                       | 36  | 12 | 11 | 13 | 045:490 | −4    | 47     |
| 9.  | FC Dumbarton                     | 36  | 7  | 9  | 20 | 027:630 | −36   | 30     |
| 10. | Brechin City (N)                 | 36  | 0  | 4  | 32 | 020:900 | −70   | 04     |

Platzierungskriterien: 1. Punkte – 2. Tordifferenz – 3. geschossene Tore – 4. Direkter Vergleich (Punkte, Tordifferenz, geschossene Tore)
| Zum Saisonende 2017/18: |

| Zum Saisonende 2015/16: |                                                |
| (C)                     | Challenge Cup Sieger des Vorjahres             |
| (A)                     | Absteiger aus der Scottish Premiership 2016/17 |
| (N)                     | Aufsteiger aus der Scottish League One 2016/17 |

## Relegation
Teilnehmer an den Relegationsspielen sind der Neuntplatzierte aus der diesjährigen Championship, der FC Dumbarton sowie drei Mannschaften aus der League One, Raith Rovers, Alloa Athletic und der FC Arbroath. Die Sieger der ersten Runde spielten in der letzten Runde um einen Platz für die folgende Scottish Championship-Saison 2018/19.
Erste Runde
Die Spiele wurden am 2. und 5. Mai 2018 ausgetragen.
|                | Gesamt |              | Hinspiel | Rückspiel |
| -------------- | ------ | ------------ | -------- | --------- |
| FC Arbroath    | 2:3    | FC Dumbarton | 1:2      | 1:1       |
| Alloa Athletic | 4:1    | Raith Rovers | 2:0      | 2:1       |

Zweite Runde
Die Spiele wurden am 9. und 13. Mai 2018 ausgetragen.
|                | Gesamt |              | Hinspiel | Rückspiel |
| -------------- | ------ | ------------ | -------- | --------- |
| Alloa Athletic | 2:1    | FC Dumbarton | 0:1      | 2:0 n. V. |